# Амерештій-де-Сус (комуна)
Амерештій-де-Сус (рум. Amărăștii de Sus) — комуна у повіті Долж в Румунії. До складу комуни входять такі села (дані про населення за 2002 рік):
- Амерештій-де-Сус (1203 особи)
- Зворска (724 особи)

Комуна розташована на відстані 162 км на захід від Бухареста, 47 км на південний схід від Крайови.

## Населення
За даними перепису населення 2002 року у комуні проживали 3956 осіб.
Національний склад населення комуни:
| Національність | Кількість осіб | Відсоток |
| -------------- | -------------- | -------- |
| румуни         | 3847           | 97,2%    |
| цигани         | 109            | 2,8%     |

Рідною мовою назвали:
| Мова      | Кількість осіб | Відсоток |
| --------- | -------------- | -------- |
| румунська | 3944           | 99,7%    |
| циганська | 12             | 0,3%     |

Склад населення комуни за віросповіданням:
| Релігія       | Кількість осіб | Відсоток |
| ------------- | -------------- | -------- |
| православні   | 3955           | > 99,9%  |
| п'ятдесятники | 1              | < 0,1%   |